# Adetus salvadorensis
Adetus salvadorensis là một loài bọ cánh cứng trong họ Cerambycidae.